# Atletica leggera ai XVII Giochi del Mediterraneo - 200 metri piani maschili
Le gare di atletica leggera nella categoria 200 metri piani maschili si sono tenute il 26 giugno 2013 al Nevin Yanıt Atletizm Kompleksi di Mersin.

## Calendario
Fuso orario EET (UTC+3).
| Data      | Ora   | Turno    |
| --------- | ----- | -------- |
| 26 giugno | 19:20 | Batterie |
| 26 giugno | 20:45 | Finale   |

## Risultati
I 12 atleti vengono inquadrati in due batterie da 6 velocisti ciascuna. Si qualificano alla finale i primi otto tempi.

### Batterie
| Pos. | Nome                      | Nazione   | Tempo | Batt. | Corsia | Note |
| ---- | ------------------------- | --------- | ----- | ----- | ------ | ---- |
| 1    | Lykourgos Tsakonas        | Grecia    | 20"70 | 2     | 5      | Q    |
| 2    | Amr Seoud                 | Egitto    | 20"71 | 2     | 6      | Q    |
| 3    | Davide Manenti            | Italia    | 20"90 | 2     | 4      | Q    |
| 4    | Diego Marani              | Italia    | 20"92 | 1     | 6      | Q    |
| 5    | Sergio Ruiz Serrano       | Spagna    | 20"94 | 1     | 4      | Q    |
| 6    | Ramil Guliyev             | Turchia   | 20"97 | 2     | 3      | Q    |
| 7    | Aziz Ouhadi               | Marocco   | 21"09 | 1     | 3      | Q    |
| 8    | Pierre Alexis Pessonneaux | Francia   | 21"20 | 2     | 7      | Q    |
| 9    | Teddy Tinmar              | Francia   | 21"26 | 1     | 5      |      |
| 10   | Emmanouil Paterakis       | Grecia    | 21"52 | 1     | 7      |      |
| 11   | Abdulfatah Elez           | Libia     | 21"89 | 2     | 2      |      |
| 12   | Riste Pandev              | Macedonia | 22"04 | 1     | 8      |      |

### Finale
| Pos. | Atleta                    | Nazionalità | Tempo | Corsia | Note |
| ---- | ------------------------- | ----------- | ----- | ------ | ---- |
|      | Lykourgos Tsakonas        | Grecia      | 20"45 | 6      |      |
|      | Ramil Guliyev             | Turchia     | 20"46 | 7      |      |
|      | Sergio Ruiz Serrano       | Spagna      | 20"74 | 3      |      |
| 4    | Diego Marani              | Italia      | 20"78 | 4      |      |
| 5    | Aziz Ouhadi               | Marocco     | 20"81 | 1      |      |
| 6    | Amr Seoud                 | Egitto      | 20"84 | 5      |      |
| 7    | Davide Manenti            | Italia      | 20"86 | 2      |      |
| 8    | Pierre Alexis Pessonneaux | Francia     | 21"30 | 8      |      |